# Midwest Airlines
Midwest Airlines (ранее Midwest Express) — упразднённая американская авиакомпания со штаб-квартирой в Оук-Крик (Висконсин), которая выполняла рейсы из международного аэропорта Милуоки-Митчелл в период с 1984 по 2010 год. В течение короткого времени она также действовала как бренд Republic Airways Holdings.
Работа в качестве независимой авиакомпании прекратилась в ноябре 2010 года после слияния с Frontier Airlines.

## История
Авиакомпания официально была основна в 1983 году, хотя начала свою деятельность ещё в 1948 году. В 2002 году авиакомпания внесла ещё одно серьёзное изменение, сократив свое название с Midwest Express до просто Midwest. Основной причиной изменения была современная ассоциация «экспресса» с региональной авиакомпанией, которой не было на Среднем Западе.

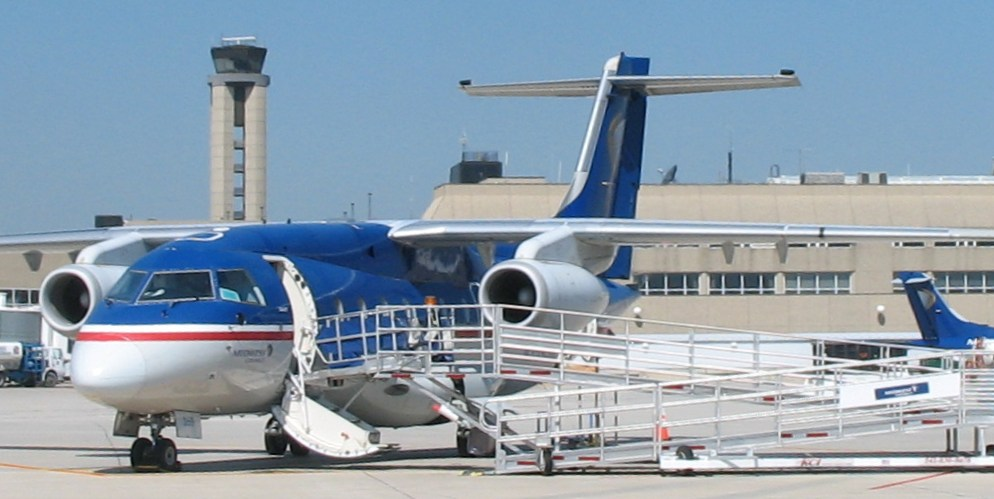
Skyway Airlines Fairchild Dornier 328Jet в Милуоки

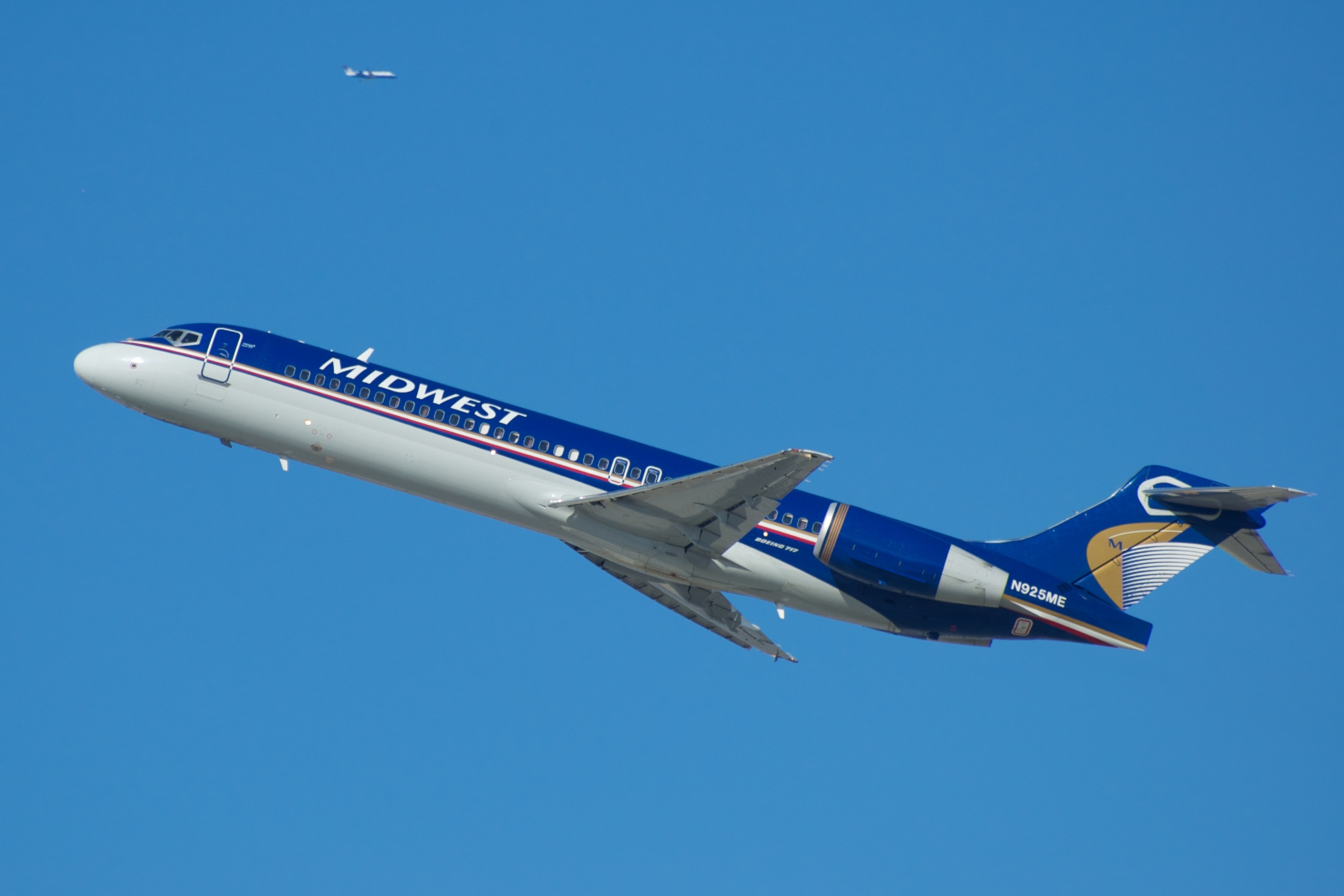
Боинг-717 в последней ливрее авиакомпании

13 апреля 2010 года материнская компания Republic Airways Holdings объявила, что к октябрю 2011 года её бренды Frontier Airlines и Midwest Airlines будут объединены под названием Frontier Airlines. Части бренда Midwest были включены в бренд Frontier в рамках слияния, а именно печенье Midwest и слоган Midwest Airlines «Лучшая забота в воздухе».
1 октября 2010 г. веб-сайт midwestairlines.com был закрыт для будущих бронирований (помимо билетов для часто летающих пассажиров) и полностью закрыт 28 октября, а пользователи перенаправлялись на веб-сайт Frontier Airlines. В начале ноября 2010 года кодекс Midwest YX был отменен и принят авиакомпанией Republic Airlines.

## Воздушный флот
За время работы авиакомпания эксплуатировала следующие самолёты:
- Airbus A319-100
- Embraer 170
- Embraer 190
- Convair 580
- Douglas DC-9
- McDonnell Douglas MD-80
- Boeing 717-200

## Происшествия
- 6 сентября 1985 года — вскоре после взлёта из аэропорта аэропорта Милуоки-Митчелл разбился DC-9. Погиб 31 человек[3].